# Mariano Garnica y Orjuela
Mariano Garnica y Orjuela (Chiquinquirá, 1770-†Medellín, 16 de agosto de 1832) fue un clérigo neogranadino de la Iglesia católica, primer obispo de la diócesis de Antioquia.

## Historia
Nació en Chiquinquirá en 1770; sus padres fueron Laureano y Nicolasa. Los estudios primarios los realizó en su tierra y después hizo el bachillerato y los estudios superiores en Bogotá, en la Universidad Tomista donde alcanzó los títulos de bachiller y doctor en Teología. Perteneció a la Orden de Predicadores, más conocidos como Dominicos. Fue prior del convento y profesor de varias materias.
Patriota apasionado, fue capellán militar y miembro de varias juntas cívicas. Firmó el Acta de Independencia, del 20 de julio de 1810. Cuando el libertador Simón Bolívar estableció relaciones diplomáticas con la Santa Sede, quiso compensar al padre Garnica por los servicios proporcionados a la causa de la emancipación y lo postuló ante el Papa León XII para el obispado de Antioquia. El Pontífice lo preconizó para ese cargo el 21 de mayo de 1827, fue consagrado en Bogotá el 23 de marzo de 1828 y en dicha ceremonia intervinieron monseñor Fernando Caicedo y Flores, Arzobispo de Bogotá y monseñor José María Esteves, Obispo de Santa Marta, quien más tarde sería designado obispo de Antioquía, pero no logró llegar a su sede. 
El 1 de junio de 1828, monseñor Garnica llegó a Santa Fe de Antioquia. El 20 de julio, cincuenta días después de su llegada, estableció el Capítulo Catedralicio y efectuó otros actos que resultaron jurídicamente anulados, pues instaló primero el Capítulo que la diócesis. Por lo cual, la Santa Sede intervino, ordenando al Obispo de Antioquia repetir en orden jurídico los trámites de instalación, que se efectuaron en la ciudad de Rionegro, el 19 de enero de 1829. 
A pesar de su breve periodo al frente de la sede episcopal, monseñor Garnica dictó normas para organizar la diócesis, entre ellas el reglamento para la catedral y el Capítulo, creó de varias parroquias, etc. Realizó visita pastoral a varias parroquias y oficialmente inauguró el hoy conocido seminario mayor santo Tomás de Aquino de santa fe de Antioquia  el 18 de abril de 1830,  si bien las instalaciones ya funcionaban desde el 25 de marzo anterior.La creación del seminario fue aprobada por el gobierno del libertador Simón Bolívar.
Como el clima cálido de Santa fe de Antioquia (la capital diocesana) no era de su agrado, residía regularmente en Rionegro. Por tal motivo, insistió incansablemente por conseguir del Gobierno y de la Santa Sede el traslado de la sede episcopal a Medellín, lo que le generó el desafecto y la antipatía de los Santafereños. Falleció en Medellín el 16 de agosto de 1832, tras cuatro años de obispado. Sus restos permanecen  en la cripta de la Catedral de Santa fe de Antioquia.